# Skorpion I.
Skorpion I. war ein altägyptischer König (Pharao) aus der vordynastischen Zeit, der um 3200 v. Chr. regierte.

## Machtbereich
Skorpions Machtbereich umfasste die Gebiete Abydos, Naqada, Hierakonpolis sowie Elephantine und beschränkte sich daher auf Regionen in Oberägypten. Die Handelsbeziehungen zu weiter entfernten Orten waren jedoch schon gut ausgebaut, wobei der Handelsweg nach Retjenu über Buto und Minschat Abu Omar verlief. Über Elephantine existierte in südlicher Richtung eine unternubische Handelsverbindung.

## Das Grab
Im Jahr 1988 entdeckten die Archäologen Werner Kaiser und Günter Dreyer vom DAI Abteilung Kairo auf dem Teil der Grabungsstätte von Abydos (Umm el-Qaab), der die Bezeichnung Friedhof U trägt, das Grab des Königs (U-j), das in die Naqada-Kultur IIIa2 datiert wurde.
Das Grab umfasst zwölf Kammern, es war mit 8 m × 10 m relativ groß. Die Grabkammer ist ca. 2,9 × 4,7 m groß, östlich der Grabkammer liegen neun Magazinräume, die in drei Reihen zu je drei Kammern aufgeteilt sind. Vermutlich aufgrund eines gestiegenen Raumbedarfs wurden in einer späteren Bauphase noch zwei etwas größere Magazinräume angebaut. Das Grab ist, für diese Zeit und in dieser Größe, ein noch nie dagewesener Fund.
Das Grab enthielt folgende Funde: Gefäße für Beigaben, Elfenbeinstäbe und ca. 160 Elfenbeintäfelchen, Königsszepter, 400 Weinkrüge mit einem Fassungsvermögen von 4000 Litern, die aus Retjenu importiert wurden und Spuren eines Holzschreines. Die beschrifteten Krüge stellen den ältesten bekannten Nachweis von phonetisch lesbaren Zeichen einer Schrift in Ägypten dar. Somit war auch eine Identifizierung des Grabinhabers möglich, da die Krüge mit der Aufschrift „Plantage des (Königs) Skorpion“ wahrscheinlich von einer Domäne stammen, die Skorpion I. gründete. Als Nachfolger wird König Falke I. genannt.
Das Grab ist von wissenschaftlich großer Bedeutung, weil dort ägyptische Hieroglyphen gefunden wurden, die älter als bisherige Keilschrift-Funde sind. Damit wäre die Abhängigkeit der beiden Schriftsysteme umgekehrt als allgemein angenommen. Die dort gefundenen und nach Meinung des deutschen Ägyptologen Günter Dreyer voll ausgebildeten Hieroglyphen befinden sich auf kleinen Täfelchen, die – an Gefäßen befestigt – vermutlich deren Herkunft bezeichneten. Einige der frühen Zeichen ähneln sumerischen Keilschrift-Zeichen. Daher ist eine Abhängigkeit nicht ganz auszuschließen, aber auch in umgekehrter Richtung möglich. Diese Fragen werden kontrovers diskutiert.